# Ctenoplanidae
Ctenoplanidae is een familie van ribkwallen uit de klasse van de Tentaculata.

## Geslacht
- Ctenoplana Korotneff, 1886